# Robert Gadocha
Robert Gadocha, född 10 januari 1946 i Kraków, Polen, fotbollsspelare.

Gadocha var en vänsterytter som gjorde 16 mål på 65 landskamper för Polen. När Polen tog brons vid VM 1974, kom han med i världslaget. Han var även med om att föra Polen till guld vid OS i München 1972. På klubblagsnivå blev Gadocha polsk mästare med Legia Warszawa 1969 och 1970.